# 甘來學
甘來學（1538年—？），字開之，四川雅州人，民籍，明朝政治人物。

## 生平
隆慶元年（1567年）丁卯科四川鄉試第十名舉人。隆慶二年（1568年）中式戊辰科會試第二百四十四名，二甲第四十九名進士。历官户部郎中，蓟鎮管粮，萬曆八年（1580年）四月升陕西副使，十一年十月贬福建漳南道左参议。

## 家族
曾祖甘敬和，壽官；祖父甘溥，縣丞；父甘符，母陳氏。具庆下。弟曾學（监生）、为学、理学、祖學、尹學、正學。